# برلمان هايتي
برلمان هايتي (بالفرنسية: Parlement Haïtien )‏ هي الهيئة التشريعية في هايتي، تتكون من المجلس الأعلى Senate (Haiti) ‏
الذي يضم 30 مقعداً، والمجلس الأدنى Chamber of Deputies (Haiti) ‏ الذي يضم 119 مقعداً.